# Copestylum oestroides
Copestylum oestroides är en tvåvingeart som först beskrevs av Hull 1943.  Copestylum oestroides ingår i släktet Copestylum och familjen blomflugor. Inga underarter finns listade i Catalogue of Life.